# Stygninae
Sous-famille
Les Stygninae sont une sous-famille d'opilions laniatores de la famille des Stygnidae.

## Distribution
Les espèces de cette sous-famille se rencontrent en Amérique du Sud.

## Liste des genres
Selon World Catalogue of Opiliones (05/10/2021) :
- Actinostygnoides Goodnight & Goodnight, 1942
- Auranus Mello-Leitão, 1941
- Iguarassua Roewer, 1943
- Jabbastygnus Kury & Villarreal, 2015
- Jime Pinto-da-Rocha & Tourinho, 2012
- Kaapora Pinto-da-Rocha, 1997
- Metaphareus Roewer, 1912
- Niceforoiellus Mello-Leitão, 1941
- Obidosus Roewer, 1931
- Ortonia Wood, 1869
- Paraphareus Goodnight & Goodnight, 1943
- Phareus Simon, 1879
- Pickeliana Mello-Leitão, 1932
- Planophareus Goodnight & Goodnight, 1943
- Protimesius Roewer, 1913
- Ricstygnus Kury, 2009
- Sickesia Soares, 1979
- Stenophareus Goodnight & Goodnight, 1943
- Stenostygnoides Roewer, 1913
- Stygnus Perty, 1833
- Verrucastygnus Pinto-da-Rocha, 1997

## Publication originale
- Simon, 1879 : « Essai d'une classification des Opiliones Mecostethi. Remarques synonymiques et descriptions d'espèces nouvelles. Première partie. » Annales de la Société Entomologique de Belgique, vol. 22, p. 183–241 (texte intégral).